# Lorentziella
Lorentziella là một chi rêu trong họ Gigaspermaceae.